# Fayçal Lalioui
 (avril 2023).
L'article doit être relu — et modifié si nécessaire — par des contributeurs indépendants pour apporter un regard critique aux contributions effectuées en violation des conditions d'utilisation de Wikipédia, tant sur la forme (notamment concernant le style encyclopédique, la proportionnalité) que sur le fond (la neutralité de point de vue, la qualité et l'indépendance des sources).
 (mai 2023).
Fayçal Lalioui, né le 3 mai 1987 à Paris (France), est un entrepreneur franco-algérien. Il réside à Londres et se présente comme un acteur, participant à l’émergence entrepreneuriale en Afrique. Capital Yatirim est l'une des entreprises qu’il a fondée en 2019. La société est présente dans plusieurs pays, dont l'Angleterre, la Turquie, le Cap-Vert, la Belgique et le Qatar, et se concentre sur la mise en place de mécanismes financiers et de stratégies d'investissement intensif à long terme sur différents marchés d'affaires. Elle investit dans divers secteurs, tels que l'industrie aurifère, l'immobilier, l'hôtellerie et la Blockchain.

## Biographie
En 2019, il a fondé Capital Yatirim, une entreprise spécialisée dans l'investissement, en partenariat avec un associé d'origine libanaise. Le siège social de l'entreprise est situé à Istanbul (Turquie). Grâce à sa collaboration avec plusieurs experts en finance, dont Yoro Mohamed Diallo, ancien vice-président de Citibank à New York, il a réussi à étendre ses activités dans plusieurs pays, notamment au Cap-Vert, en Algérie, en Belgique, en Turquie, en Angleterre, en France et au Qatar. À la suite du rachat des parts de son associé d'origine libanaise, il est désormais le seul propriétaire et dirigeant de Capital Yatirim. Depuis, cette entreprise opère dans le domaine du développement des affaires en utilisant une stratégie d'investissement et d'opérations à long terme sur divers marchés financiers.
Il a acquis une expertise financière, comprenant l'importance de lever des fonds pour assurer la réussite de tout projet. Grâce à son entreprise Capital Yatirim, il a mis en place un système de financement "indépendant" qui intègre ses entreprises dans une "chaîne de valeur" qui inclut le financement. Conscient de l'importance de l'innovation pour améliorer les performances, il s'est rapidement intéressé aux nouvelles méthodes de financement, notamment la technologie de la blockchain.